# LibanPost
LibanPost — национальный почтовый оператор Ливана. Это относительно молодой оператор почтовой связи, учреждённый в 1998 году. Компания находится в частной собственности и отвечает за почтовую связь. С самого момента своего создания компания LibanPost приступила к реализации программы по восстановлению инфраструктуры, диверсификации и брендингу.

## Услуги
Компания предлагает более 100 видов услуг, охватывающих почту и экспресс-доставку, финансовые услуги, розничную торговлю и мерчендайзинг, бизнес-решения, электронную коммерцию и государственные услуги. LibanPost оказывает комплекс государственных услуг через 15 публичных учреждений, позиционируя себя в качестве официального посредника между гражданами и государственными учреждениями. Она выполняет функции обслуживания клиентов и осуществляет управление логистикой оказания услуг.
LibanPost не является участником EMS.

## Объём операций

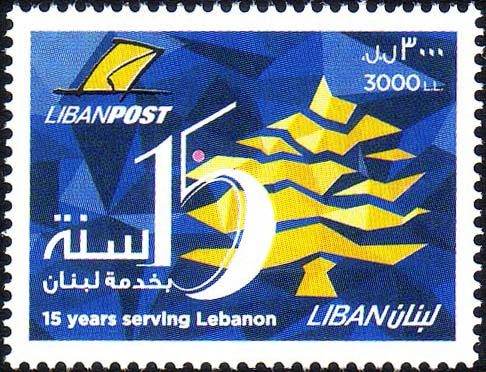
Почтовая марка Ливана в честь 15-летия основания компании LibanPost, 2013

Компания в среднем ежегодно обрабатывает 20 миллионов почтовых отправлений. По 2011 год LibanPost предоставила 8 миллионов государственных услуг. В настоящее время LibanPost управляет растущей сетью из 74 почтовых отделений, охватывающей всю территорию страны, и представлена в таких местах с высокой проходимостью как торговые центры с удлинённым временем работы, в университетах и корпорациях. В компании работают 900 сотрудников со средним возрастом 35 лет.

## Автоматизация
Автоматизация коснулась всех аспектов деятельности LibanPost. LibanPost разработала приложения для 150 видов услуг и 350 подвидов услуг, включая платформу государственных услуг, которая сочетает в удобном для пользователя дизайне государственные службы и сквозную обработку. LibanPost разработала инновационные услуги, такие как обслуживание на дому (Home Service), благодаря которой почтовые услуги оказываются в помещении клиента, а также индексация адреса с помощью технологии GPS.

## Награды
Компания была удостоена премии «Супербрэнд» (SuperBrand, 2006), Всемирной почтовой премии за инновации (World Mail Award for Innovation, 2010), Всемирной почтовой премии за преобразования (World Mail Award for Transformation, 2010) и сертификации по стандарту ISO 9001:2008 от QMI-SAI GLOBAL за систему менеджмента качества компании, регистрационный номер 1625822 (2011).

## Штаб-квартира
Центральное управление компании, отвечающие за обслуживание клиентов, находится по адресу:
LibanPost Customer Care, Beirut Rafic Hariri International Airport, Baabda 1000, Lebanon